# Mateusz Wieteska
Mateusz Wieteska (Varsó, 1997. február 11. –) lengyel válogatott labdarúgó, a francia Clermont Foot hátvédje.

## Pályafutása

### Klubcsapatokban
Wieteska a lengyel fővárosban, Varsóban született. Az ifjúsági pályafutását a Pogoń Grodzisk Mazowiecki csapatában kezdte, majd a Legia Warszawa akadémiájánál folytatta.
2014-ben mutatkozott be a Legia Warszawa első osztályban szereplő felnőtt keretében. A 2015–16-os szezon első felében a Dolcan Ząbki, míg a 2016–17-es szezon második felében a Chrobry Głogów csapatát erősítette kölcsönben. 2017-ben a Górnik Zabrzéhez igazolt. 2018-ban visszatért a Legia Warszawához. 2022. július 25-én négyéves szerződést kötött a francia első osztályban érdekelt Clermont Foot együttesével. Először a 2022. augusztus 6-ai, PSG ellen 5–0-ra elvesztett mérkőzésen lépett pályára.

### A válogatottban
Wieteska az U15-östől az U21-esig minden korosztályos válogatottban képviselte Lengyelországot.
2022-ben debütált a felnőtt válogatottban. Először a 2022. június 14-ei, Belgium ellen 1–0-ra elvesztett mérkőzésen lépett pályára.

## Statisztikák
2022. november 12. szerint
| Klub                        | Szezon   | Osztály     | Bajnokság | Bajnokság | Kupa  | Kupa | Nemzetközi | Nemzetközi | Összesen | Összesen |
| Klub                        | Szezon   | Osztály     | Meccs     | Gól       | Meccs | Gól  | Meccs      | Gól        | Meccs    | Gól      |
| --------------------------- | -------- | ----------- | --------- | --------- | ----- | ---- | ---------- | ---------- | -------- | -------- |
| Legia Warszawa              | 2014–15  | Ekstraklasa | 2         | 0         | 1     | 0    | —          | —          | 3        | 0        |
| Legia Warszawa              | 2016–17  | Ekstraklasa | 2         | 0         | 0     | 0    | 1          | 0          | 3        | 0        |
| Legia Warszawa              | Összesen | Összesen    | 4         | 0         | 1     | 0    | 1          | 0          | 6        | 0        |
| Dolcan Ząbki (kölcsönben)   | 2015–16  | I Liga      | 8         | 1         | 0     | 0    | —          | —          | 8        | 1        |
| Chrobry Głogów (kölcsönben) | 2016–17  | I Liga      | 14        | 2         | 0     | 0    | —          | —          | 14       | 2        |
| Górnik Zabrze               | 2017–18  | Ekstraklasa | 35        | 7         | 5     | 0    | —          | —          | 40       | 7        |
| Legia Warszawa              | 2018–19  | Ekstraklasa | 27        | 0         | 2     | 0    | 6          | 0          | 35       | 0        |
| Legia Warszawa              | 2019–20  | Ekstraklasa | 28        | 1         | 5     | 1    | 4          | 1          | 37       | 3        |
| Legia Warszawa              | 2020–21  | Ekstraklasa | 18        | 1         | 4     | 0    | 3          | 0          | 25       | 1        |
| Legia Warszawa              | 2021–22  | Ekstraklasa | 30        | 4         | 5     | 0    | 14         | 0          | 49       | 4        |
| Legia Warszawa              | 2022–23  | Ekstraklasa | 2         | 0         | 0     | 0    | —          | —          | 2        | 0        |
| Legia Warszawa              | Összesen | Összesen    | 105       | 6         | 16    | 1    | 27         | 1          | 148      | 8        |
| Clermont Foot               | 2022–23  | Ligue 1     | 15        | 0         | 0     | 0    | —          | —          | 15       | 0        |
| Összesen                    | Összesen | Összesen    | 181       | 16        | 22    | 1    | 28         | 1          | 231      | 18       |

### A válogatottban
| Válogatott    | Év       | Pályára lépés | Gól |
| ------------- | -------- | ------------- | --- |
| Lengyelország | 2022     | 2             | 0   |
| Összesen      | Összesen | 2             | 0   |

## Sikerei, díjai
Legia Warszawa
- Ekstraklasa
  - Bajnok (3): 2016–17, 2019–20, 2020–21

- Lengyel Kupa
  - Győztes (1): 2014–15

- Lengyel Szuperkupa
  - Döntős (5): 2014, 2016, 2017, 2018, 2021

## Fordítás
Ez a szócikk részben vagy egészben  a   Mateusz Wieteska című angol Wikipédia-szócikk fordításán alapul.  Az eredeti cikk szerkesztőit annak laptörténete sorolja fel. Ez a jelzés csupán a megfogalmazás eredetét és a szerzői jogokat jelzi, nem szolgál a cikkben szereplő információk forrásmegjelöléseként.